# Bai Jindou
Bai Jindou (白金斗, Pai Chin Tou in Wade-Giles; fl. XIX secolo) è un maestro di Meihuaquan (梅花拳), a cui in Italia è attribuita la fondazione di questo stile.
Nell'"Enciclopedia del Kungfu Shaolin" di Chang Dsu Yao e Roberto Fassi, si legge che egli creò il Meihuaquan in epoca della dinastia Ming, ma ne "Il Kung FU" degli stessi autori si afferma che il Meihuaquan "fu reso popolare da un maestro di nome Pai Chin Tou, vissuto circa quattrocento anni fa, il quale lo avrebbe appreso da un monaco Shaolin".
Da ricerche compiute nella scuola creata da Bai Jindou, cioè il Baijiazhi Meihuaquan, anche conosciuta a Taiwan come Beipai Shaolin Meihuaquan (北派少林梅花拳) o Meihuamen (梅花门), risulta invece che Bai Jindou è una nona generazione dello stile Meihuaquan, ma non vi è chiarezza sui suoi dati anagrafici. Vista la sua posizione genealogica si può però supporre che egli sia vissuto nel 1800 e dalla stele di Jiao Shihu (焦士虎) sappiamo che Bai Jindou apprese da lui il Meihuaquan nel 1840.
In Italia il lignaggio di Bai Jindou è stato rappresentato dal Maestro Chang Dsu Yao (张祖堯) che era una sedicesima generazione di Meihuaquan ed una ottava generazione di Baijiazhi Meihuaquan.